# 4748 Tokiwagozen
4748 Tokiwagozen eller 1989 WV är en asteroid i huvudbältet som upptäcktes den 20 november 1989 av de båda japanska astronomerna Takeshi Urata och Kenzo Suzuki i Toyota. Den är uppkallad efter Tokiwagozen i den japanska mytologin.
Asteroiden har en diameter på ungefär 12 kilometer.